# Anita Alvarez
Anita Alvarez (* 2. Dezember 1996 in Amherst, New York) ist eine US-amerikanische Synchronschwimmerin.

## Erfolge
Anita Alvarez gab 2015 ihr internationales Debüt bei den Erwachsenen und gewann im Mannschaftswettbewerb der Panamerikanischen Spiele 2015 in Toronto mit Bronze sogleich ihre erste Medaille. Bereits ein Jahr später vertrat sie die Vereinigten Staaten bei den Olympischen Spielen in Rio de Janeiro. Mit Mariya Koroleva trat sie im Duett an und zog mit ihr dank eines neunten Platzes in der Qualifikation ins Finale ein. In diesem belegten sie mit 173,9945 Punkten ebenfalls Rang neun. Alvarez gewann 2019 bei den Panamerikanischen Spielen in Lima gleich zwei Medaillen. Sowohl im Duett mit Ruby Remati als auch mit der Mannschaft sicherte sie sich Bronze. Bei den 2021 ausgetragenen Olympischen Spielen 2020 in Tokio war sie erneut im Duett am Start, diesmal mit Lindi Schroeder. Ihre 172,7293 Punkte genügten nur für Rang 13, womit sie den Finaleinzug der besten zwölf Duos knapp verpassten. 
In Fukuoka belegte Alvarez 2023 mit der Mannschaft bei den Weltmeisterschaften im technischen Programm ebenfalls Rang drei. Mit der Mannschaft gewann sie außerdem bei den Panamerikanischen Spielen 2023 in Santiago de Chile die Silbermedaille hinter Mexiko. Ein Jahr darauf belegte sie bei den Weltmeisterschaften in Doha im Akrobatik-Wettkampf ebenso den dritten Platz wie im freien Programm der Mannschaftskonkurrenz. Bei den Olympischen Spielen 2024 in Paris gehörte Alvarez zum US-amerikanischen Aufgebot im Mannschaftswettbewerb. Während die US-Amerikanerinnen im technischen Teil mit 282,7567 Punkten das viertbeste Resultat erzielten, gelang ihnen in der Kür und der Akrobatik mit 360,2688 Punkten bzw. 271,3166 Punkten jeweils das zweitbeste Ergebnis. Damit beendeten sie den Wettkampf mit 914,3421 Punkten auf Rang zwei, hinter der dominierenden chinesischen Mannschaft mit 996,1389 Punkten, und vor Spanien mit 900,7319 Punkten. Neben Alvarez erhielten außerdem Jaime Czarkowski, Megumi Field, Keana Hunter, Audrey Kwon, Jacklyn Luu, Daniella Ramirez und Ruby Remati die Silbermedaille.